# Kulunda (Fluss)
Die 412 km lange Kulunda (russisch Кулунда) ist ein Fluss im Südosten des Westsibirischen Tieflands (Russland, Asien).
Die Kulunda entspringt auf dem Obplateau beim Dorf Ust-Mossicha, gut 100 km westlich von Barnaul in etwa 200 m Höhe. Sie fließt – immer auf dem Territorium der Region Altai – in zumeist südwestlichen Richtungen durch den zentralen Teil der Kulundasteppe, zunächst durch einen der typischen mehrere Hundert Kilometer langen und nur wenige Kilometer breiten „Bandwälder“, den „Kulundaforst“ (russisch Kulundinskaja lesnaja datscha), später durch teils versumpftes, teils landwirtschaftlich genutztes Steppengebiet. Schließlich mündet die Kulunda in den in einem abflusslosen Becken gelegenen salzigen Kulundasee (bei 98 m).
Das Einzugsgebiet der Kulunda umfasst 12.400 km². Da die Kulunda keine größeren Nebenflüsse besitzt, überschreitet ihre Breite auf der gesamten Länge 20 Meter nicht, die Tiefe beträgt etwa 1,5 Meter. Der Fluss fließt gemächlich mit nur 0,1 m/s. Wegen des ariden Klimas der Kulundasteppe nimmt die Wasserführung des Flusses zum Unterlauf tendenziell ab und beträgt in Mündungsnähe durchschnittlich nur 5,1 m³/s. Während der Schneeschmelze sind es maximal 336 m³/s, wogegen sie im Winter für 45 bis 100 Tage bis zum Grund durchfrieren kann.
Größter Ort am Fluss ist das Rajonverwaltungszentrum Bajewo. Im Mittellauf, beim Dorf Andronowo, unterquert die Kulunda den der Bewässerung dienenden vom Ob abzweigenden Kulunda-Magistralkanal.